# 流 (音楽ユニット)
流 -ryu-（りゅう）は、DJ KRUSHがDJ HIDE・DJ SAKと1998年に結成したDJ・音楽プロデューサー・音楽ユニットである。2002年のDJ SAK脱退前から、実質的に活動停止状態だった。

## メンバー
- DJ KRUSH （ディージェイ クラッシュ、本名: 石 英明 (いし ひであき) 1962年茨城県生 - ）
- DJ HIDE （ディージェイ ヒデ、本名: 石綿 秀章 (いしわた ひであき) 1972年東京都生 - ）
  - 2006年脱退　現在"D.T.N.B. a.k.a DJ HIDE"名義でソロ活動中
- DJ SAK （ディージェイ サク、本名: 作花 英生 (さくか えいせい) 1972年福岡県生 - ）
  - 2002年脱退　現在は「ABSTRACTION DUBSTRACTION」として京都にて活動中

## ディスコグラフィー

### シングル
- 流（1999年8月1日）
  1. REMINISCE
  2. リズムあそび
  3. ILL-BEATNIK feat.BOSS THE MC(ザ ブルーハーブ)

### アルバム
- 我（1999年9月22日）
  1. リズムあそび feat. Tunde Ayanyemi
  2. REMINISCE feat. 大野えり
  3. 流 feat. BOSS THE MC (ザ ブルーハーブ)
  4. YELLOW BAMBOO 4898 feat. 森田柊山
  5. NEVER TOO SOON feat. Anita Jarrett
  6. SONG FROM THE FAR EAST
  7. LOST TO SEE feat. AH
  8. ILL-BEATNIK feat. BOSS THE MC (ザ ブルーハーブ)
  9. ilelktrik
  10. BEATAHOLIC REFORMATORY feat. THE BEAT KNUCKLES

### サウンドトラック
- JAPANESE HOMEGROWN BEATS

### リミックス／楽曲提供
- bird / 久遠
- GAKU-MC / クロスワード
- MK2 / BURIAL MIX
- レッドマン&メソッド・マン / HOW HIGH?
- THE MAD CAPSULE MARKETS / STEP INTO YOURSELF